# Гросенгоф
Гро́сенгоф, также Гро́ссенгоф и Даго-Гроссенгоф (нем. Großenhof, Dagö-Großenhof, Су́уремыйза, эст. Suuremõisa mõis) — рыцарская мыза (имение) в волости Хийумаа уезда Хийумаа, Эстония. Согласно историческому административному делению, относилась к приходу Пюхалепа. В годы Российской империи находилась на территории Эстляндской губернии и относилась к приходу Пюхалеп. В настоящее время земли бывшей мызы расположены на территории деревни Сууремыйза.

## История мызы
Первые письменные сведения о мызе относятся к 1519 году (hoff tho Poylow); тогда она была мызой духовно-рыцарского ордена и на ней располагался хозяйственный центр владений Ливонского ордена на острове Хийумаа. В 1560 году мыза упоминается как Poylipe.
В начале XVII века мыза принадлежала фон Штакельбергам, с 1624 года — шведскому военачальнику Делагарди. С 1796 года мызой стали владеть Унгерн-Штернберги.

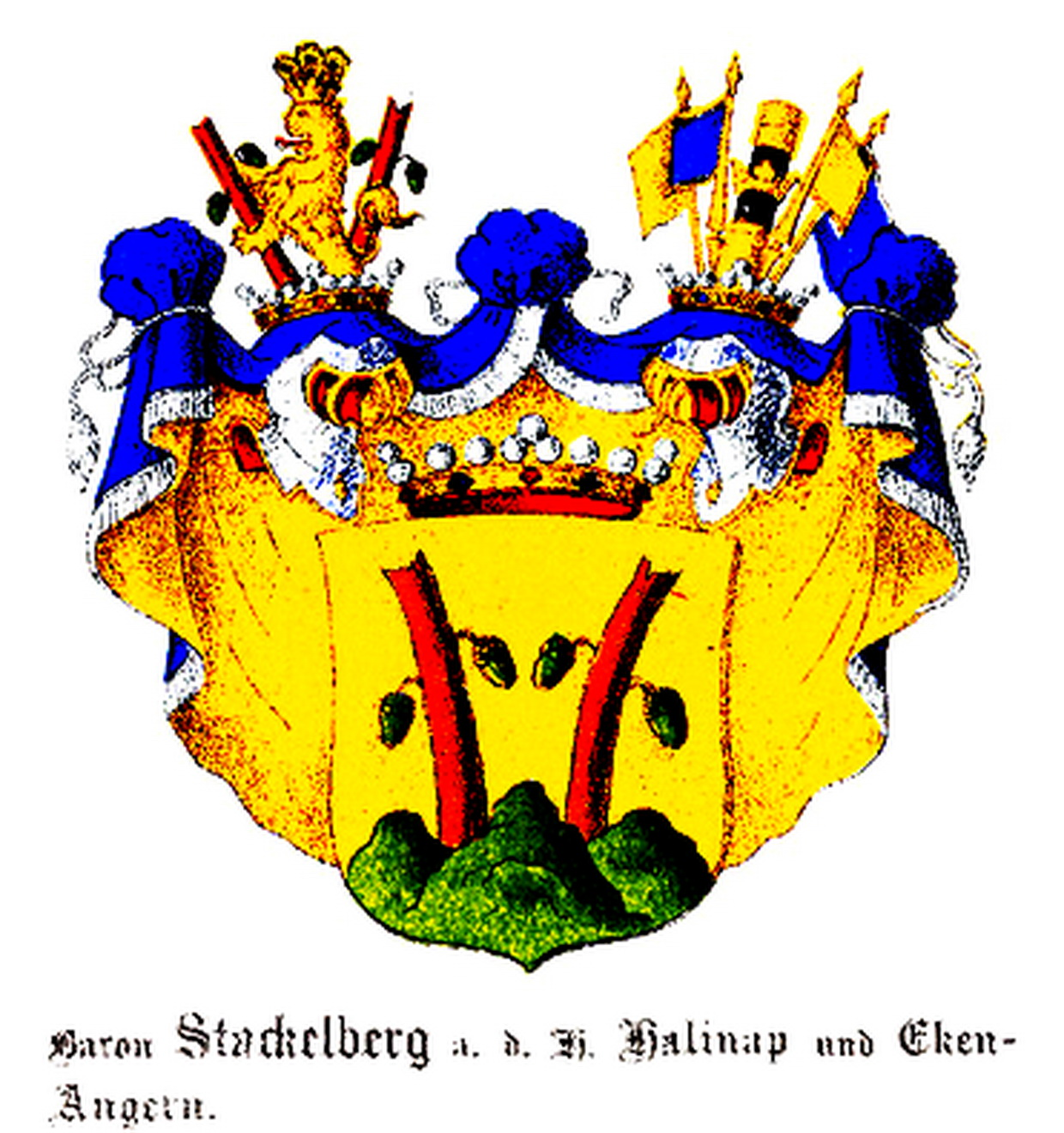
Герб Штакельбергов
Герб Делагарди
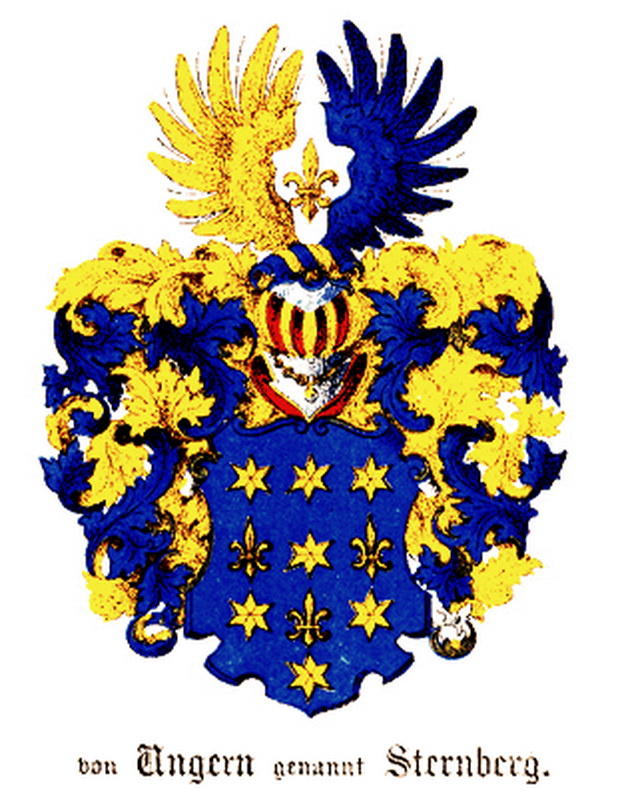
Герб Унгерн-Штернбергов

На рубеже XVIII—XIX столетий мыза отошла во владение барону Отто Рейнгольду Людвигу фон Унгерн-Штернбергу, который до этого её арендовал. Отто фон Унгерн-Штернберг вошёл в историю как морской пират и так называемый Унгруский граф, который с помощью ложных маяков перенаправлял корабли, шедшие мимо острова Хийумаа к отмели Некмансгрунд для разгрузки, после чего севшие на мель корабли подвергались ограблению. В 1804 году за грабёж шведского корабля и убийство шкипера его сослали в Сибирь.
На мызе было множество вспомогательных построек. Недалеко от её главного здания (господского особняка) стояли амбар, каретник-конюшня, дом управляющего и другие важные хозяйственные строения. Кроме того, отдельной группой вспомогательные постройки располагались в нескольких сотнях метров к северу от главного здания. За главным зданием был большой парк, а напротив него, на его центральной оси, — небольшой парковый павильон (ныне в руинах). В то время имение Гросенгоф представляло собой крупное земельное владение, охватывающее бо́льшую часть восточного Хийумаа вместе с представительным портом Тифенхавеном (нем. Tiefenhafen) на берегу моря и многочисленными побочными и скотоводческими мызами. Мыза Гросенгоф имела каменоломни, печи для обжига извести, кирпичную и замочную фабрику и Кузницу. В 1829 году в зале на втором этаже господского особняка начала работать суконная фабрика, которую в следующем году перевели в Кярдла.
В руках Унгерн-Штернбергов мыза находилась вплоть до её национализации в 1919 году в ходе земельной реформы, и в 1920-х годах на её землях возникло поселение Сууремыйза, в 1977 году получившее статус деревни. В главном здании мызы разместилась школа; в настоящее время в нём работает начальная школа-детсад. В 1920 году в школе был один учитель и обучалось 20—25 детей; в 1940 году соответственно 6—8 и 170; в 2011/2012 учебном году в школе насчитывалось 13 учеников.
Бо́льшая часть хозяйственных построек мызы также сохранилась, частично в руинах, частично в перестроенном виде. В 1998 году в одном из реновированных вспомогательных строений мызы был открыт Культурно-молодёжный центр волости Пюхалепа. С 2020 года это учреждение было преобразовано в Пюхалепаский центр досуга, который занял три отреновированных волостными властями бывших мызных строений — в них разместился главный дом центра, дом рукоделия и спортзал.

## Главное здание

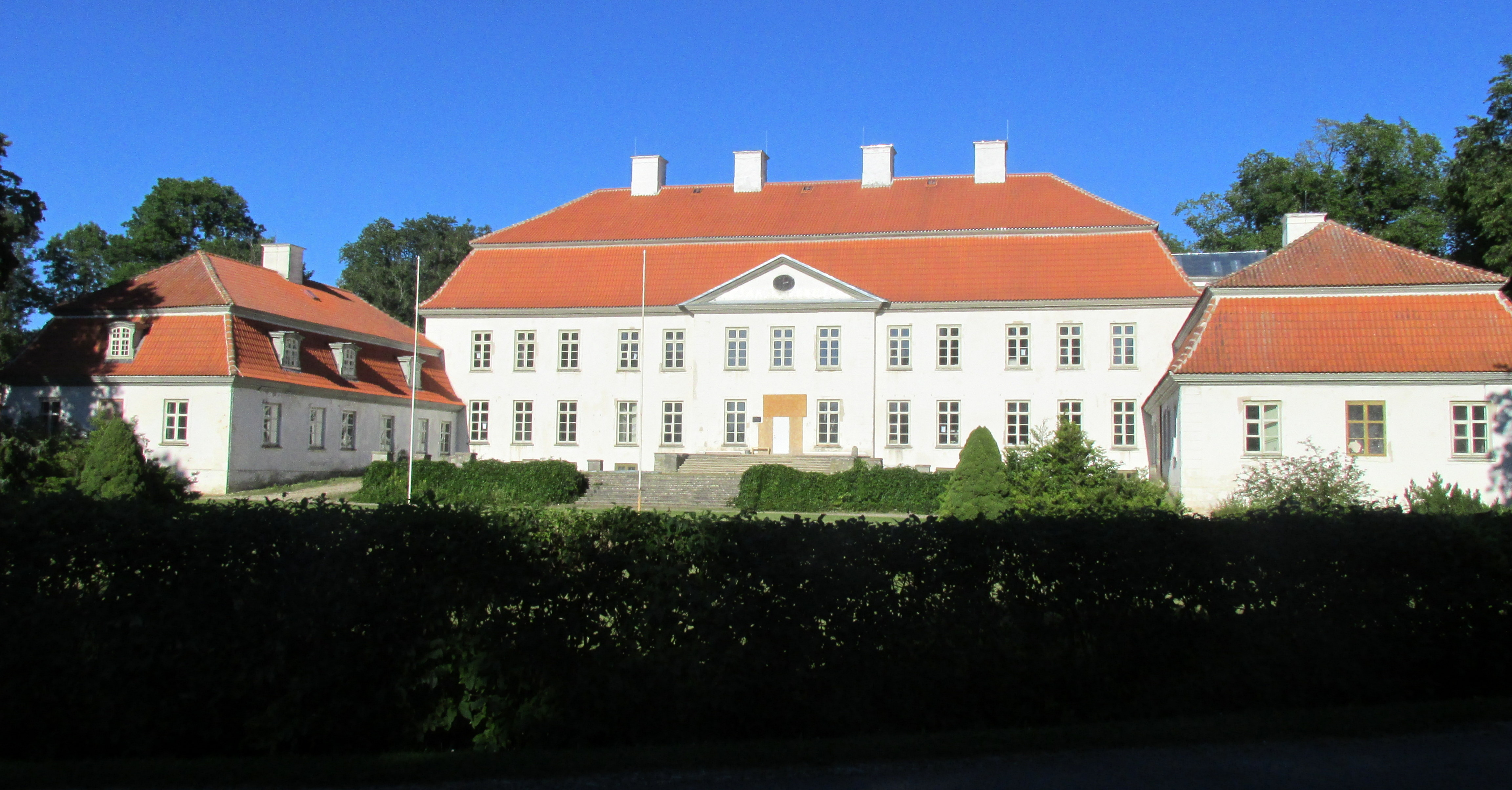
Главное здание мызы в 2015 году

Главное здание мызы является самым выразительным усадебным домом в стиле барокко среди всех мызных ансамблей Эстонии. Здание строилось в два этапа. Эбба Маргарета фон Штакельберг (Ebba Margareta von Stackelberg, урождённая Делагарди) в 1755—1760 годах построила презентабельный каменный двухэтажный дом-замок в стиле барокко с вальмовой крышей. В 1772 году к зданию были пристроены одноэтажные парадные флигели, что сделало его одним из самых больших и представительных усадеб Эстонии того времени. При строительстве здания использовались изделия, выполненные собственными плотниками мызы.
На мощно оформленном фасаде здания выступает центральный ризалит с треугольным фронтоном. Ритм фасада, как и внутреннюю структуру здания, определяют окна, расположенные попарно или по три, конёк крыши венчают четыре высокие дымоходные трубы с профилированными карнизами. Дубовая парадная дверь, подчёркиающая центральную ось здания, украшена уникальной резьбой в стиле барокко. Перед главным входом расположена большая терраса с балюстрадой из известняка; ранее она была оформлена скульптурами. Просторная изогнутая лестница на заднем фасаде имеет более лаконичный дизайн. В центре первого этажа расположен пересекающий всё здание вестибюль с парадной лестницей и мраморным полом, имеющий большую художественную ценность. На втором этаже расположены зал с декором стукко, разделённый на отдельные просторные части, и анфиладные представительские помещения. Подвал сводчатый.

## Парк
Парк мызы Гроссенгоф площадью около 26 гектаров является самым большим и величественным мызным парком Эстонии с самыми длинными аллеями. До настоящего времени в нём отчётливо выделяется как регулярный парк вокруг особняка, так и парк свободной планировки и лесопарк. Непосредственно перед особняком растут симметрично расположенные деревья. В годы работы школы здесь также были посажены декоративные кусты и живая изгородь. Территория за домом спускается в парк травянистыми партерами, между которыми идёт широкая лестница. Регулярная сеть дорог заканчивается кольцевой дорожкой на заднем дворе, окружённом конскими каштанами. Часть регулярного парка за особняком ограничена двухметровой каменной стеной. Площадь перед домом классически продолжается большими красивыми парковыми петлями и отдельно стоящими группами деревьев разных видов. Во времена барона Унгерн-Штернберга было выкопано шесть прудов и был высажен сад, окаймленный облицованной красными камнями стеной. К настоящему времени сохранилось три пруда.

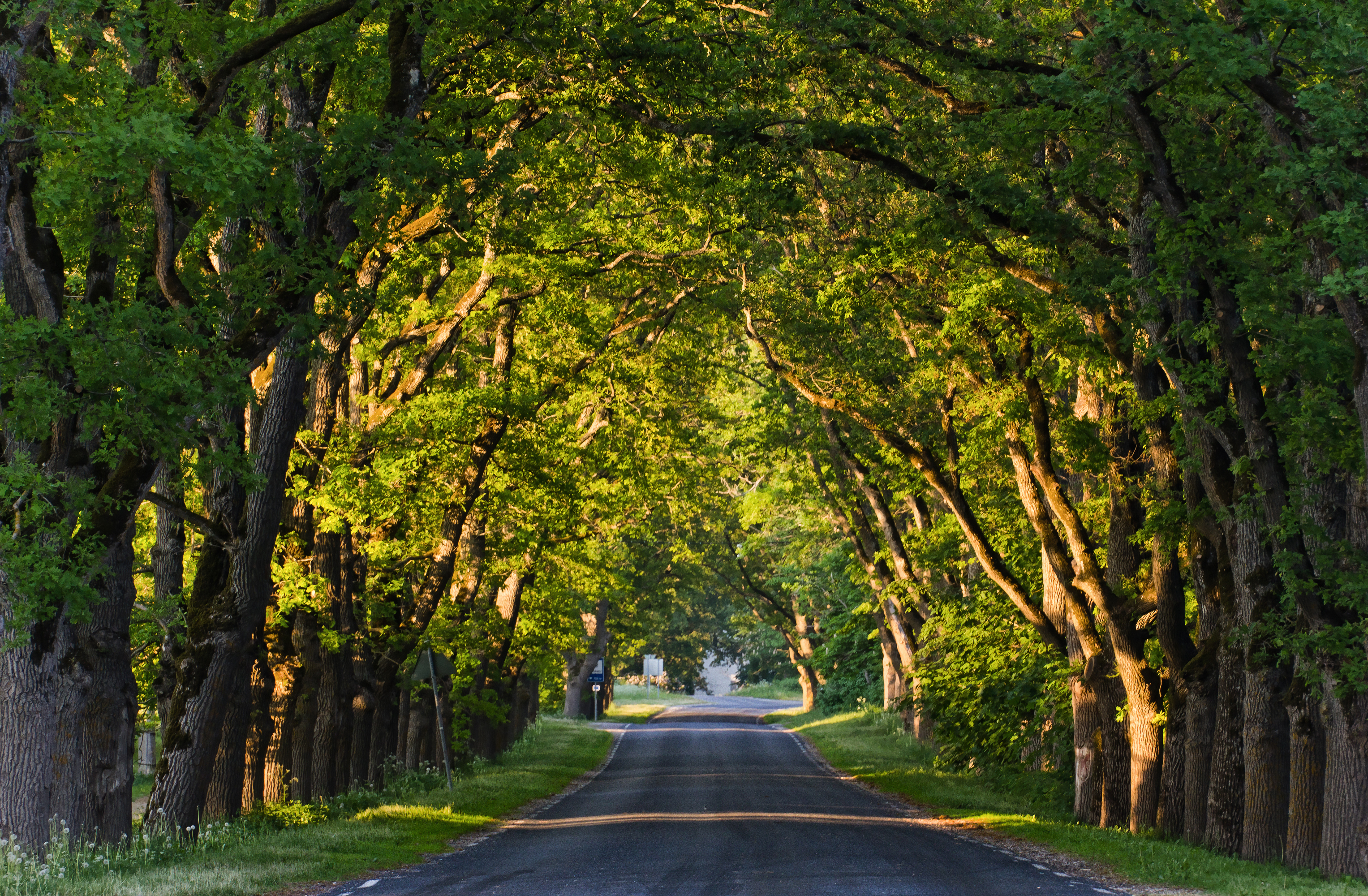
Парковая аллея

В 1980-е годы в передней части парка было выполнено осушение, очищены пруды и устроен дренаж. У северной границы парка, вдоль шоссе, ведущего в посёлок Кяйна, частично сохранилась каменная стена. На западе границей парка является река Сууремыйза до той узкой его части, где он переходит через реку до дороги Сууремыйза—Салинымме, затем его граница снова идёт вдоль реки. Восточная граница парка представляет собой грунтовую дорогу, идущую на юго-запад от главной площади; южнее парк плавно переходит в лесопарк. На западе парк окружен лесом. Южная часть парка в своё время использовалась как пастбище. Часть лесопарка была приведена в порядок в начале 1980-х годов.
Парк богат растительными видами. Здесь были высажены ель ситхинская, ель канадская, ель Энгельмана, белая сосна, ель европейская и дуб северный. Длинные аллеи ведут от мызного комплекса в трёх разных направлениях: дубовая аллея длиной около 600 метров — в сторону деревни Хелтермаа, дубовая аллея длиной около 600 метров — в сторону Кярдла и километровая аллея из чёрной ольхи — в сторону Кяйна.
С 1958 года парк является природоохранным объектом, с 1999 года (вместе с аллеями) — памятником архитектуры.

## Мызный комплекс
В Государственный регистр памятников культуры Эстонии как памятники архитектуры внесены 24 объекта мызного комплекса:
- главное здание; при инспектировании 31 октября 2022 года его состояние было признано плохим[2];
- парк и аллеи; при инспектировании 15 января 2020 году их состояние оценено как удовлетворительное[7];
- мызная ограда; при инспектировании 10 ноября 2022 её состояние признано плохим[9];
- дом прислуги; при инспектировании 5 августа 2020 его состояние оценено как удовлетворительное[10];

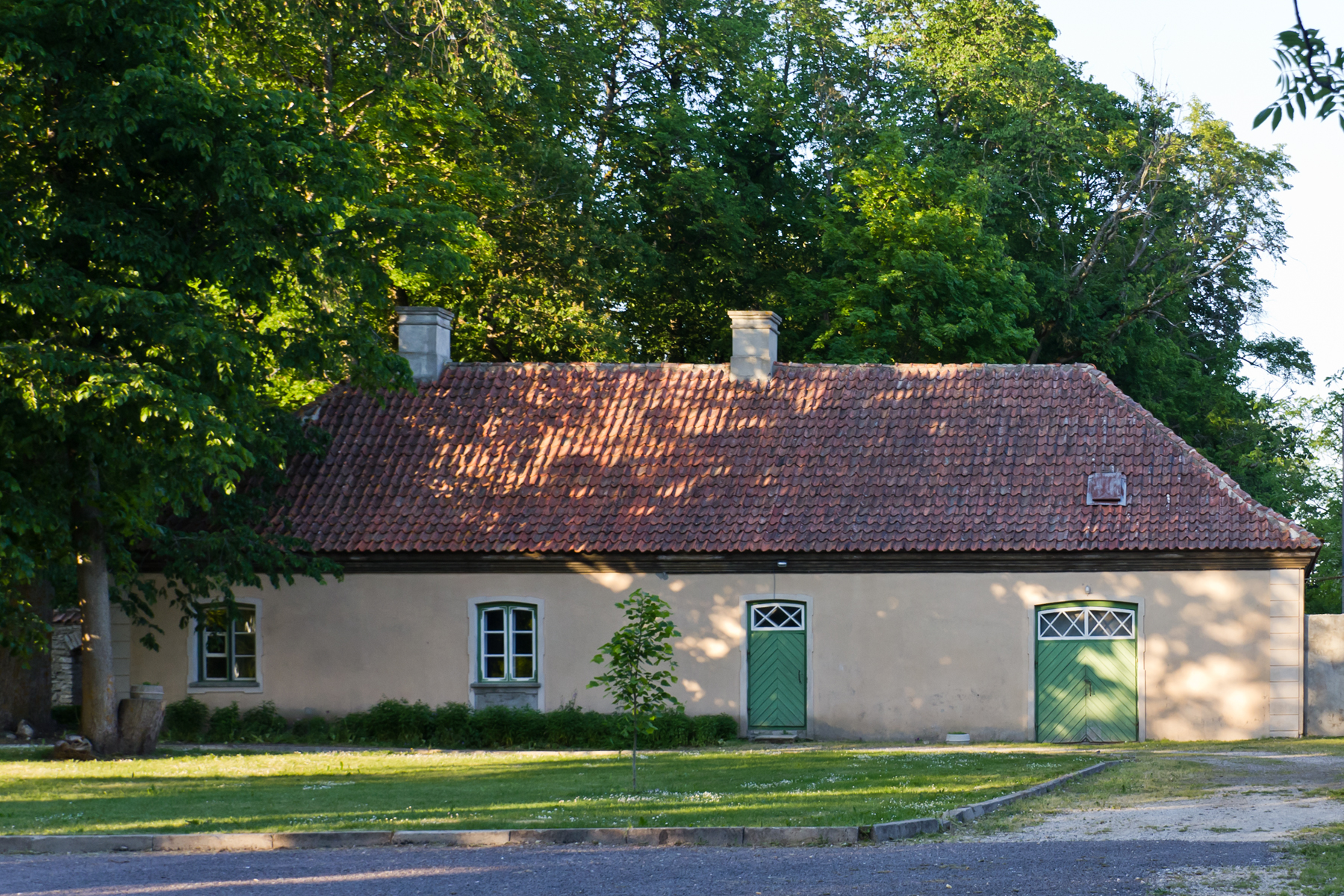
Дом шталмейстера

- дом шталмейстера; при инспектировании 14 февраля 2020 состояние оценено как удовлетворительное[11]
- конюшня; при инспектировании 10 февраля 2020 состояние признано удовлетворительным[12];
- каретник; при инспектировании 27 апреля 2020 его состояние было удовлетворительным[13];
- руины водочной фабрики; при инспектировании 27 января 2020 их состояние оценено как удовлетворительное[14];
- дом садовника; при инспектировании 27 апреля 2020 года его состояние признано плохим[15];
- амбар; при инспектировании 6 ноября 2020 года его состоянием оценено как удовлетворительное[16];
- ледяной погреб; при инспектировании 6 ноября 2020 года его состоянием оценено как удовлетворительное[17];
- сыроварня; при инспектировании 3 сентября 2020 её состояние оценено как удовлетворительное[18];
- маслобойня; при инспектировании 7 февраля 2024 состояние признано плохим[19];

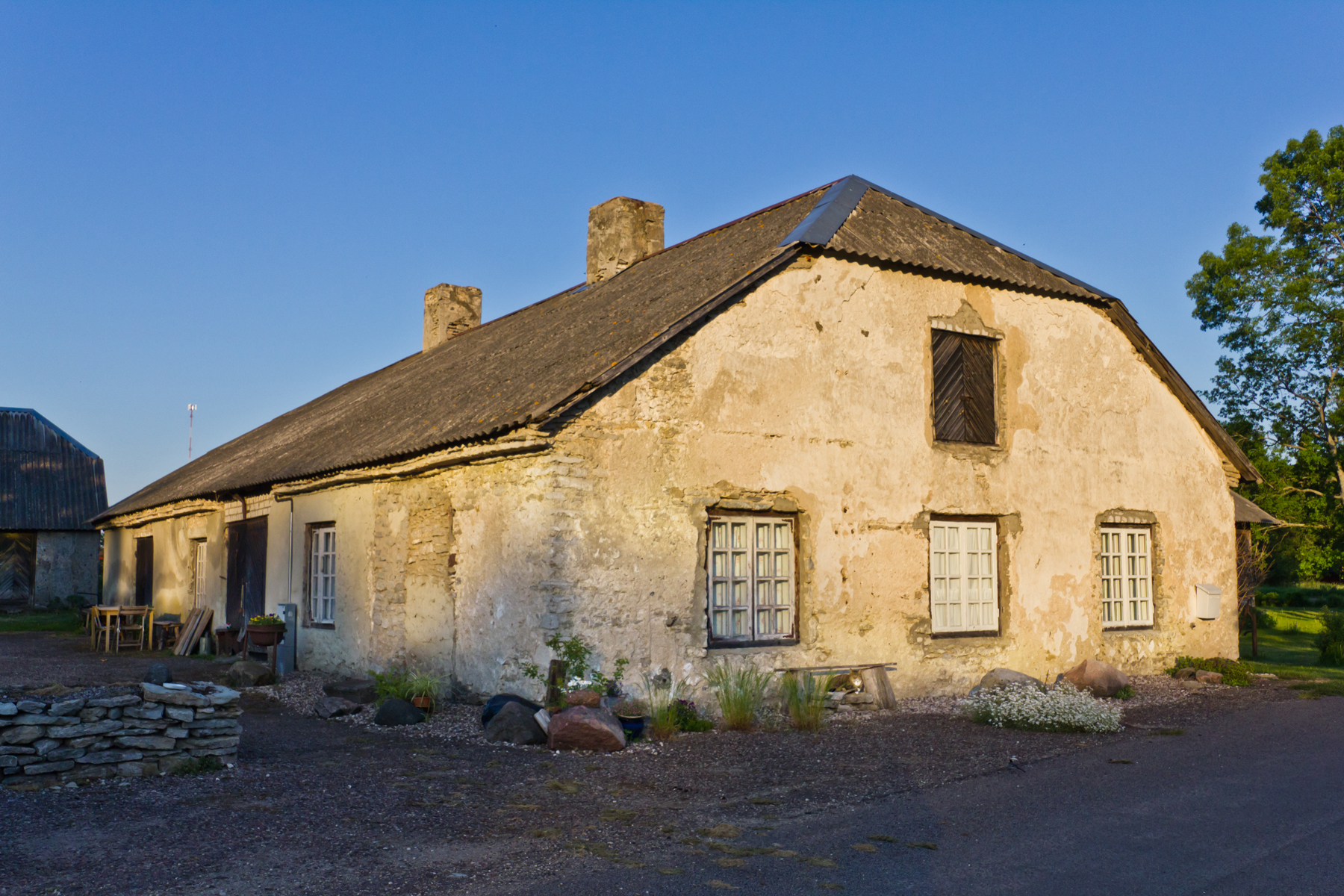
Кузница

- кузница; при инспектировании 5 августа 2020 её состояние признано удовлетворительным[20];
- парник; при инспектировании 12 апреля 2019 года его состоянием было удовлетворительным[21];
- дом для девушек; при инспектировании 13 мая 2021 его состояние было плохим[22];
- корчма; при инспектировании 28 сентября 2022 её состояние признано хорошим[23];
- машинная рига; при инспектировании 9 марта 2020 состояние оценено как удовлетворительное[24];
- малый коровник; при инспектировании 18 сентября 2018 года его состояние оценено как плохое[25];
- сарай; при инспектировании 13 января 2020 года его состояние признано плохим[26];
- руины ветряной мельницы; при инспектировании 28 сентября 2022 года их состояние признано плохим[27];
- руины второй корчмы; при инспектировании 16 августа 2023 их состояние признано плохим[28];
- руины «Червячного» погреба; при инспектировании 10 декабря 2018 года их состояние было плохим[29];
- фундамент паркового павильона; при инспектировании 12 августа 2021 его состояние оценено как удовлетворительное[30].

Кроме того, в Государственный регистр памятников культуры Эстонии, также как памятник архитектуры, внесён памятный камень, установленный на могиле домашнего животного по имени Чарли (Charlie — вероятно, собаки) во второй половине XIX, состояние которого признано аварийным.

## Галерея

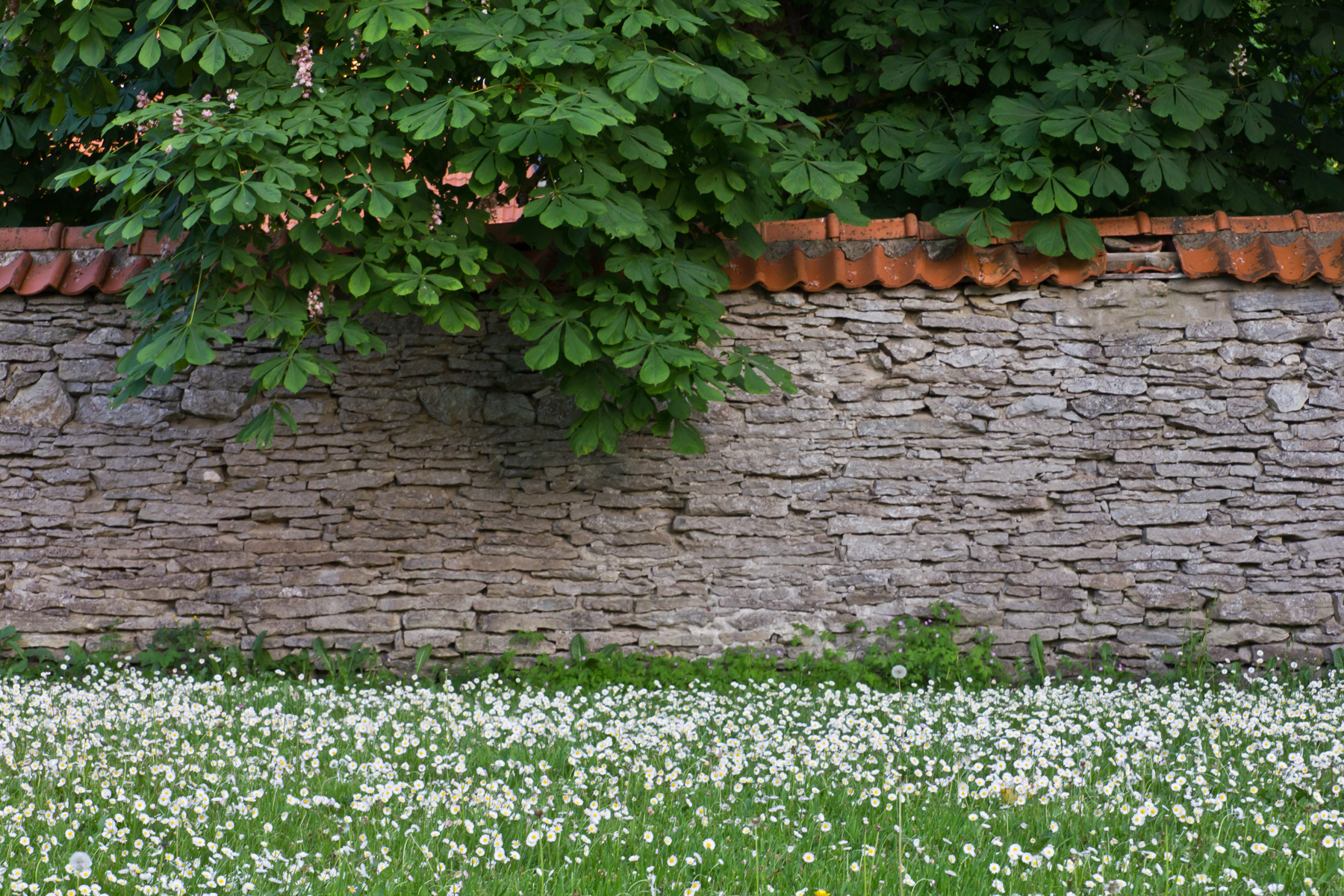
Мызная ограда
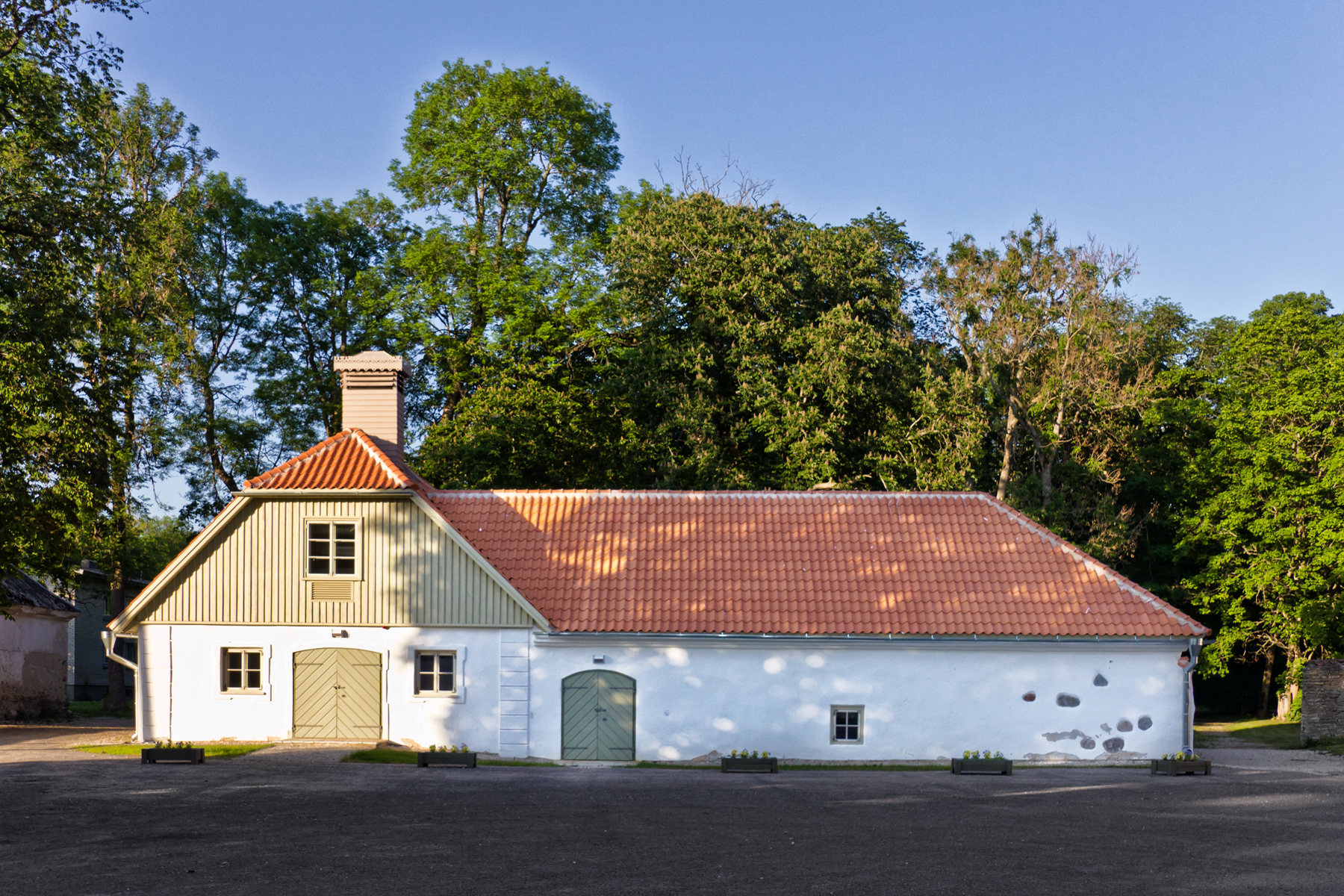
Дом прислуги
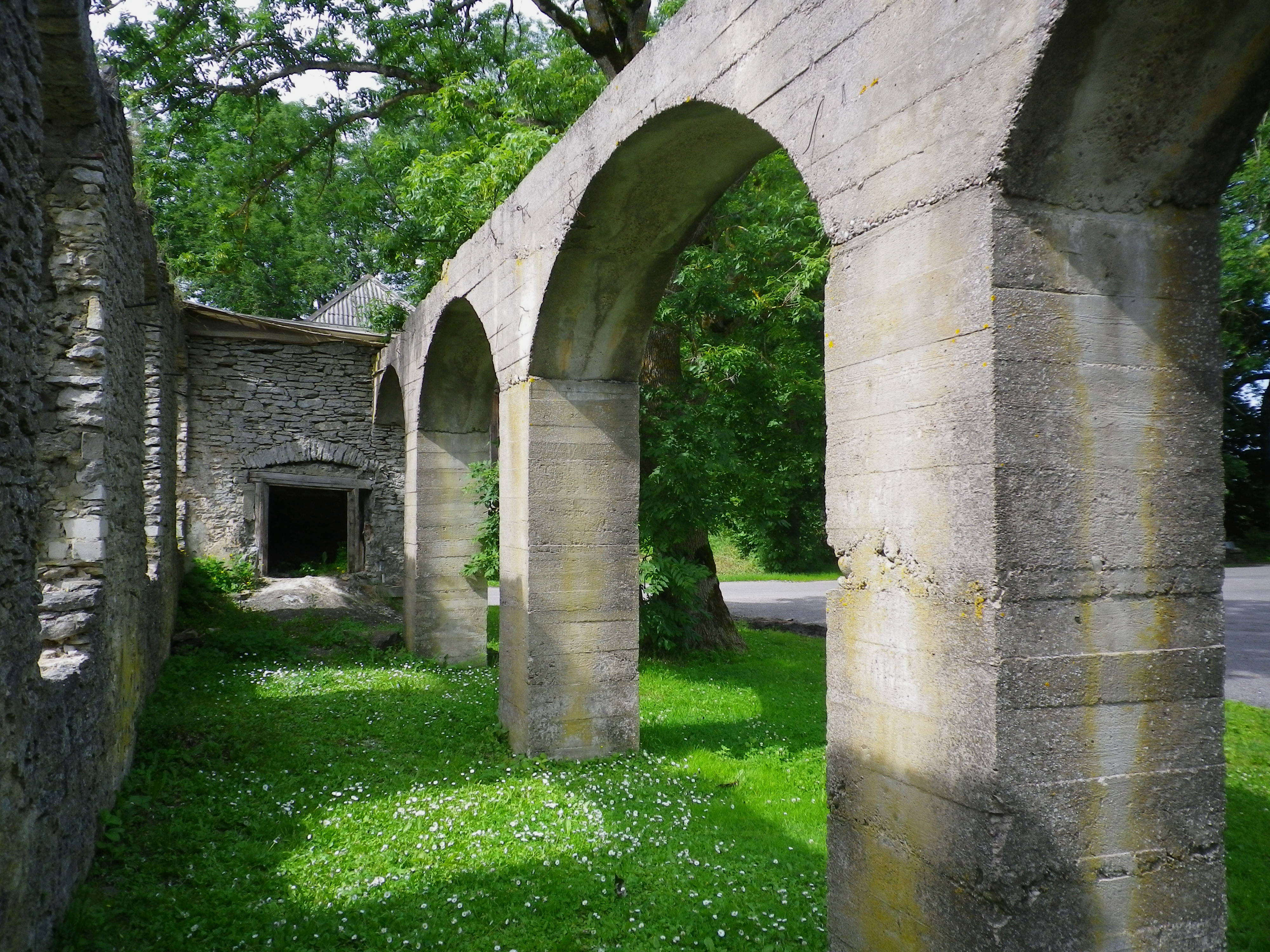
Конюшня
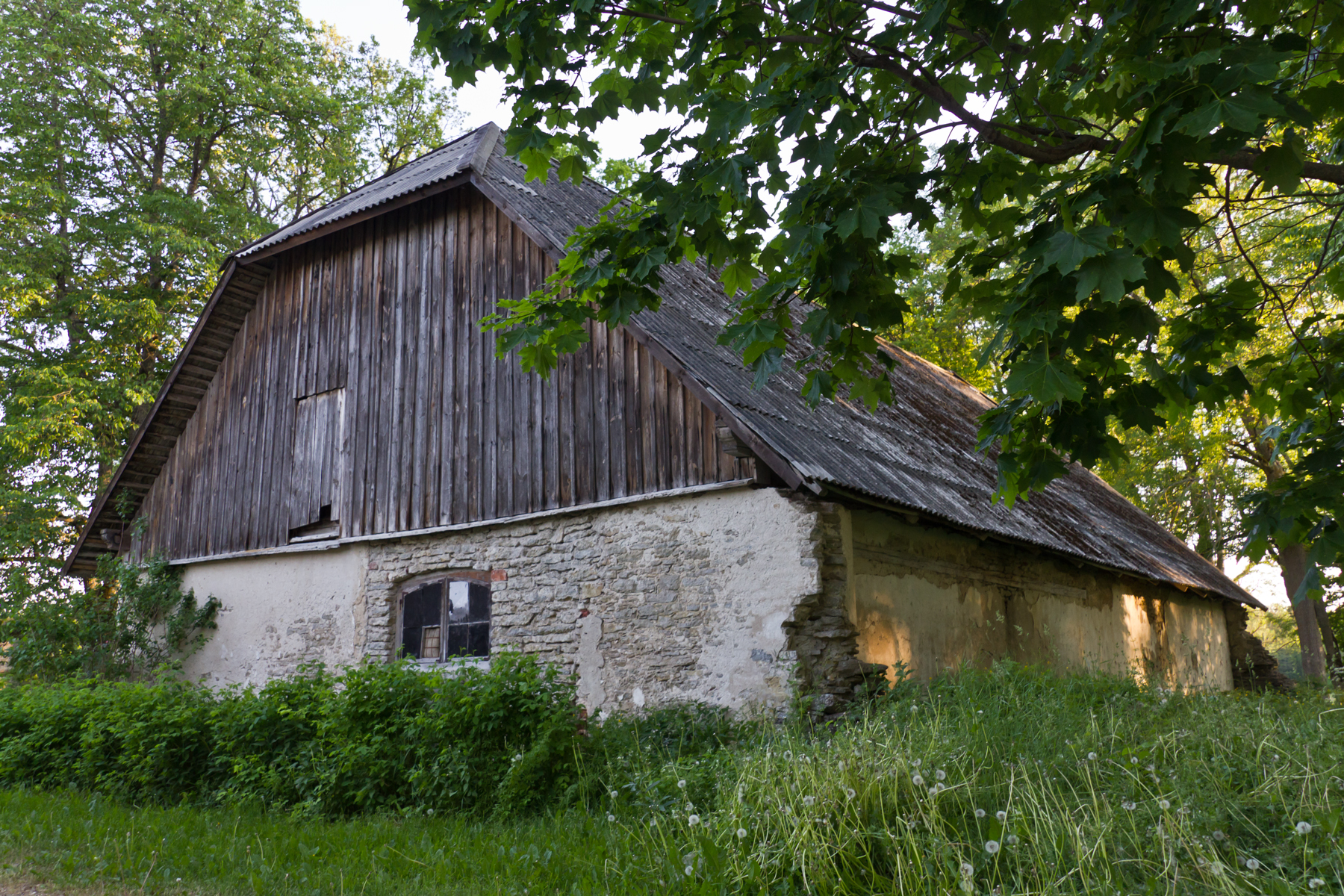
Каретник
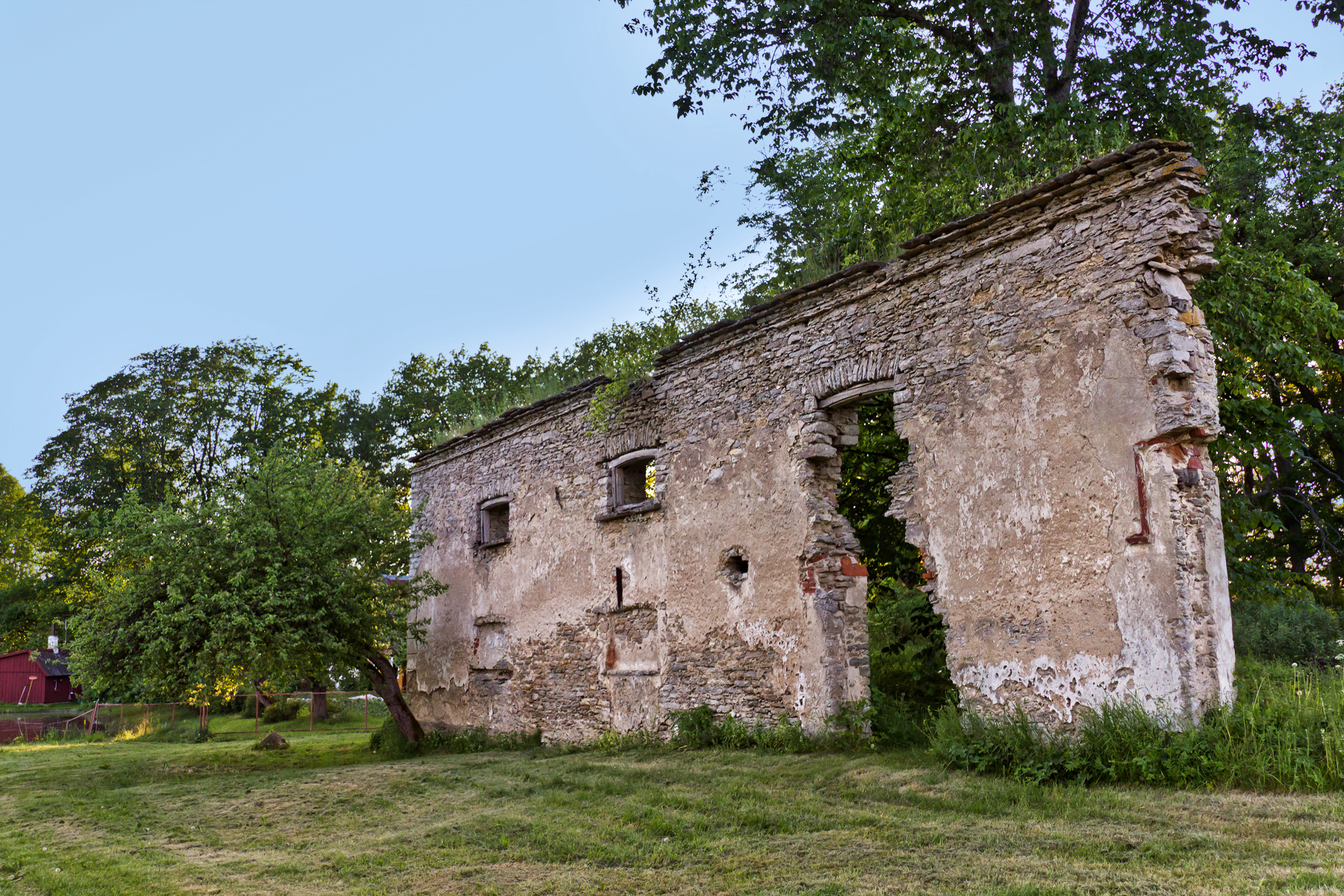
Руины водочной фабрики
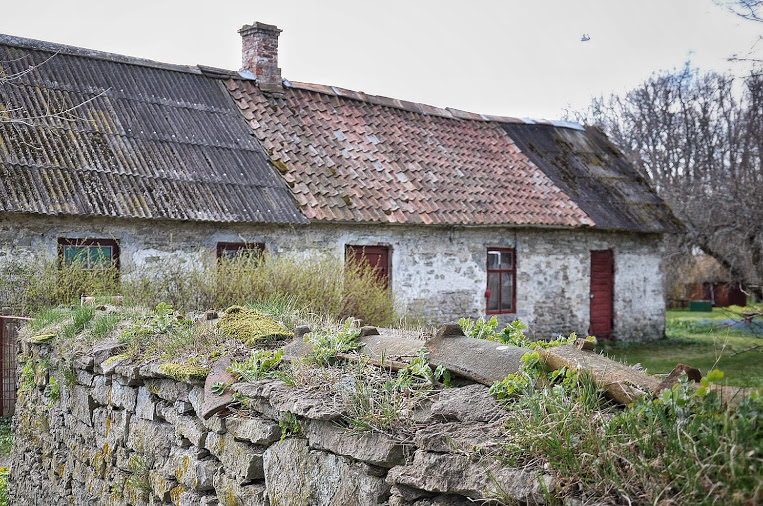
Дом садовника
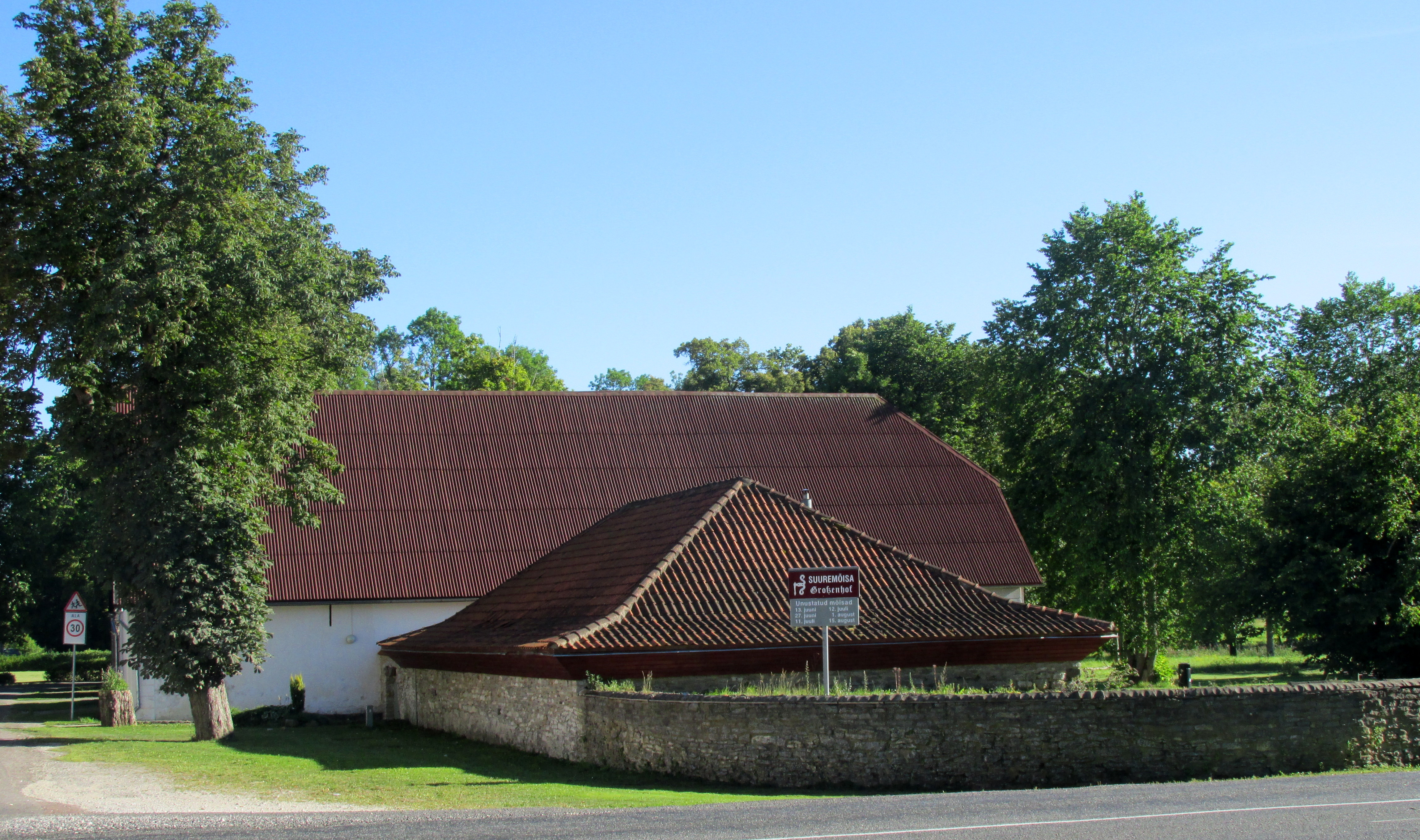
Ледяной погреб
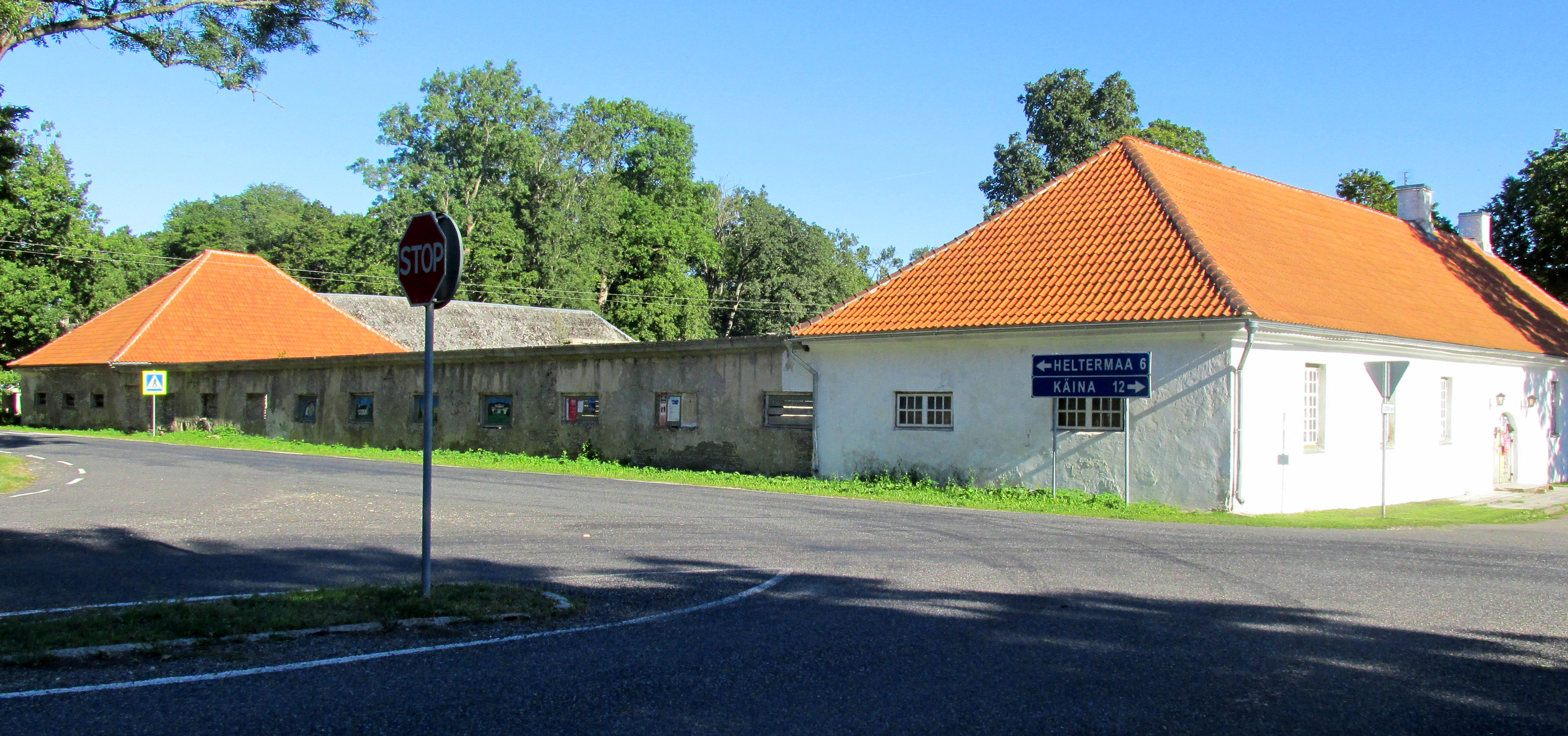
Сыроварня
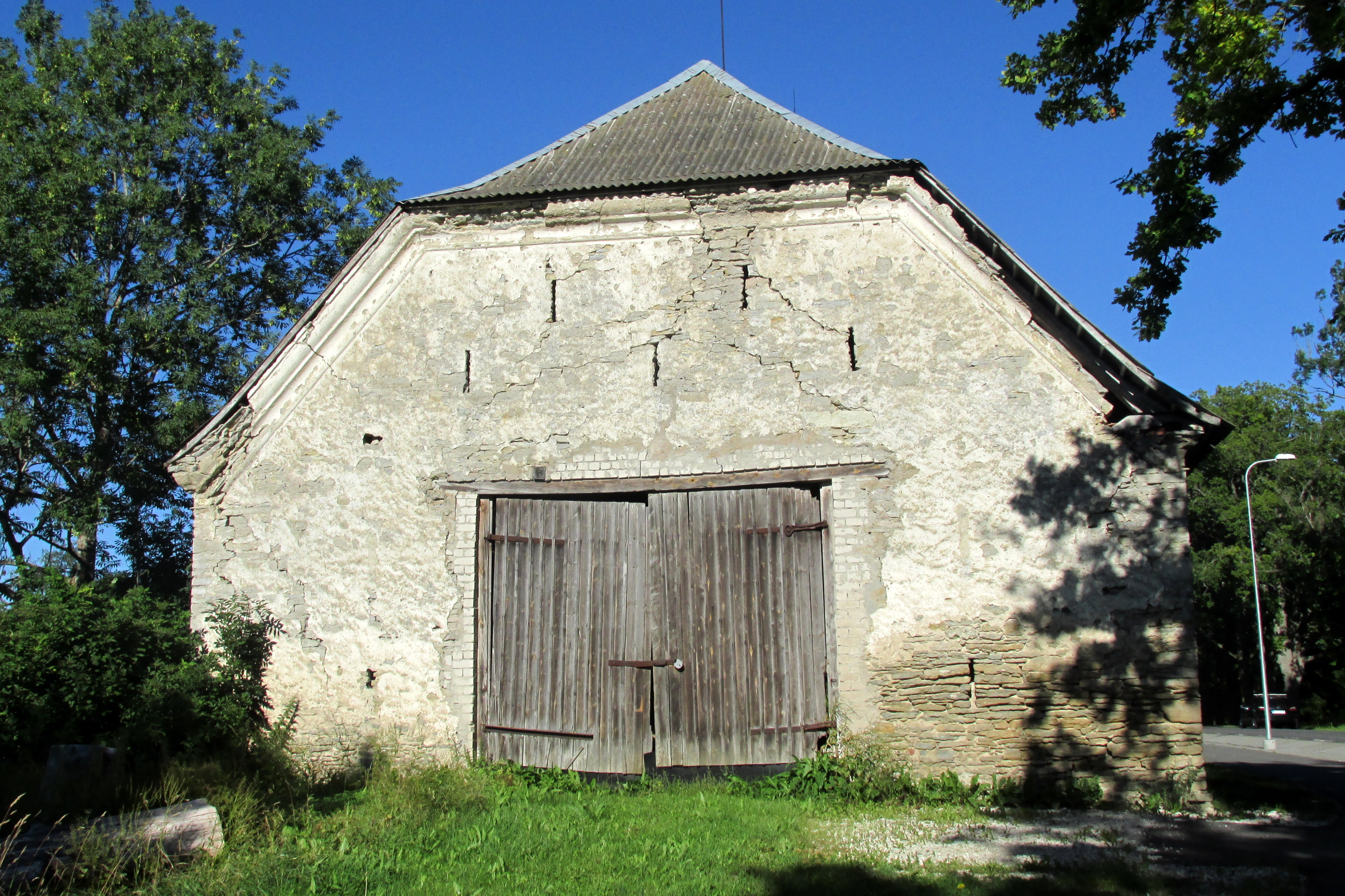
Сарай
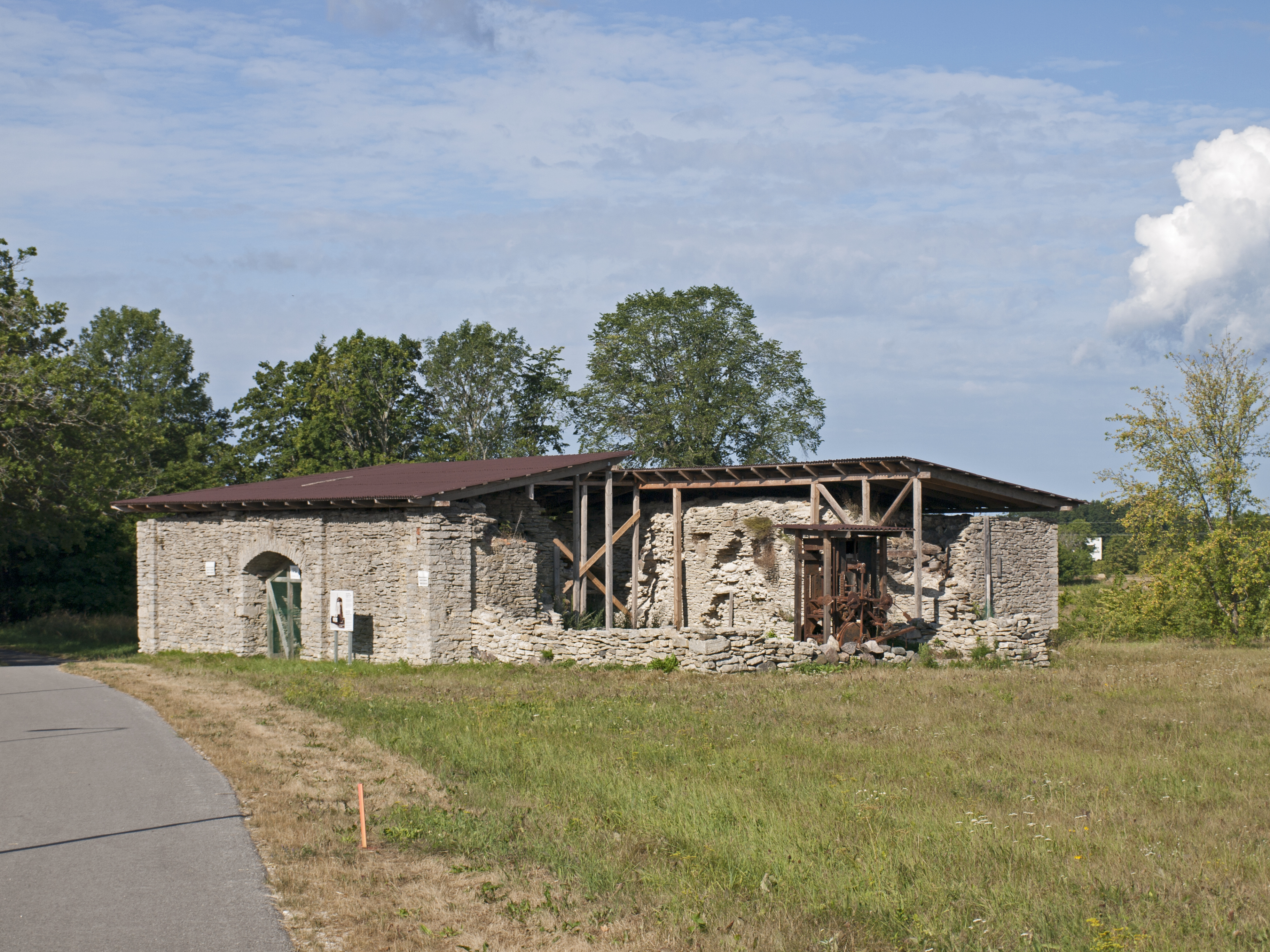
Руины ветряной мельницы
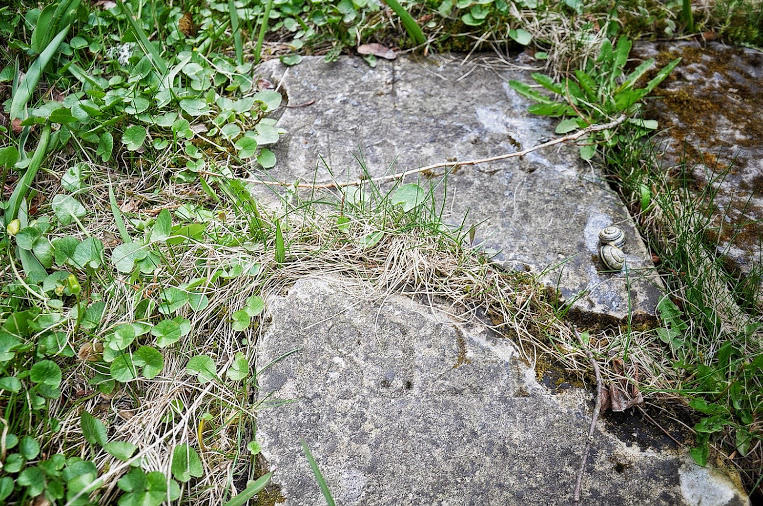
Могильный камень Чарли